# Роздори (станція)
Роздори — проміжна залізнична станція Дніпровської дирекції Придніпровської залізниці на двоколійній електрифікованій постійним струмом лінії Синельникове II — Чаплине між станціями Вишнівецьке (7 км) та Письменна (18 км). Розташована в однойменному селищі Синельниківського району Дніпропетровської області.

## Пасажирське сполучення

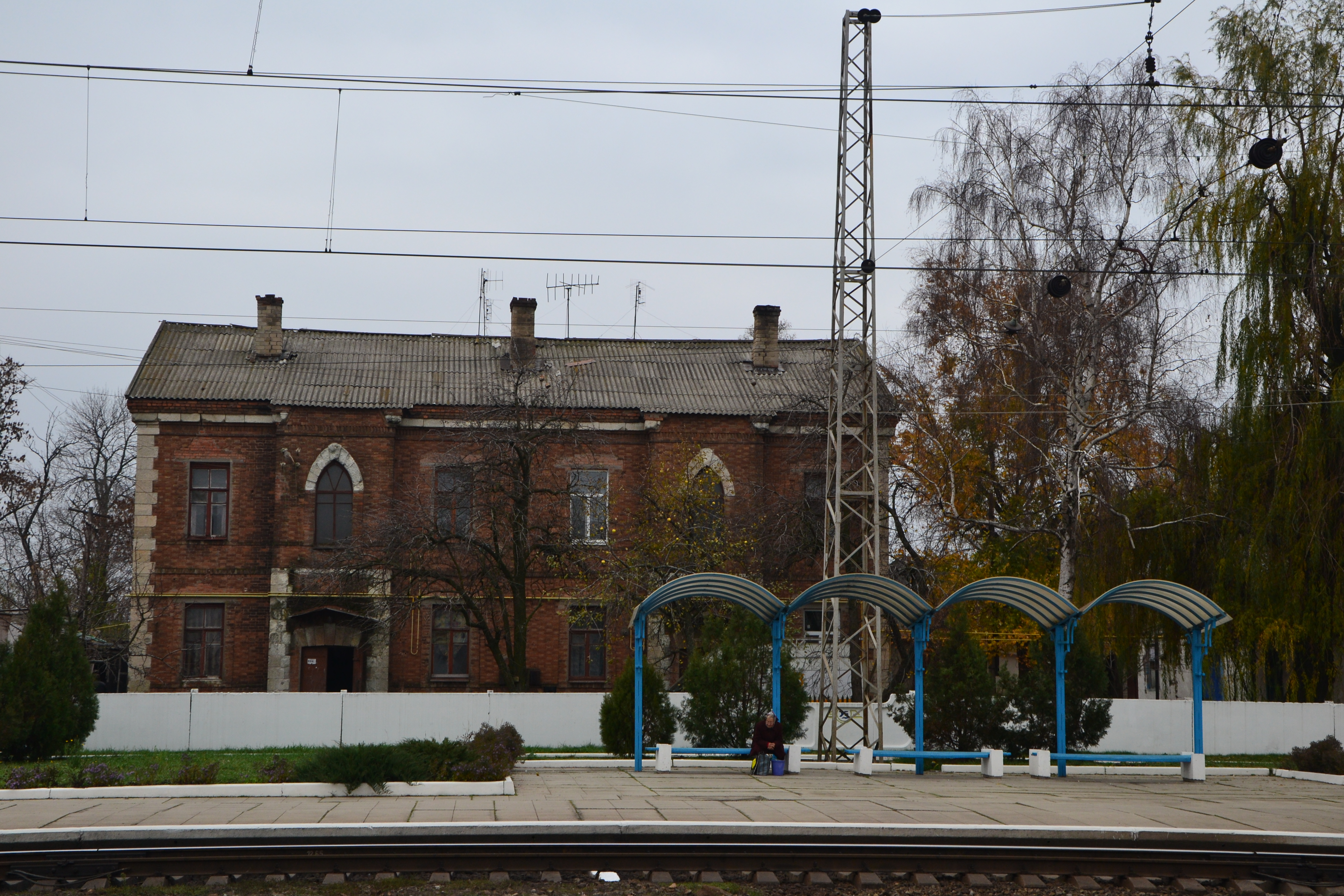
Платформа станції Роздори

На станції Роздори зупиняються приміські поїзди Синельниківського та Чаплинського напрямків.